# Weltcup im Wasserspringen 2008

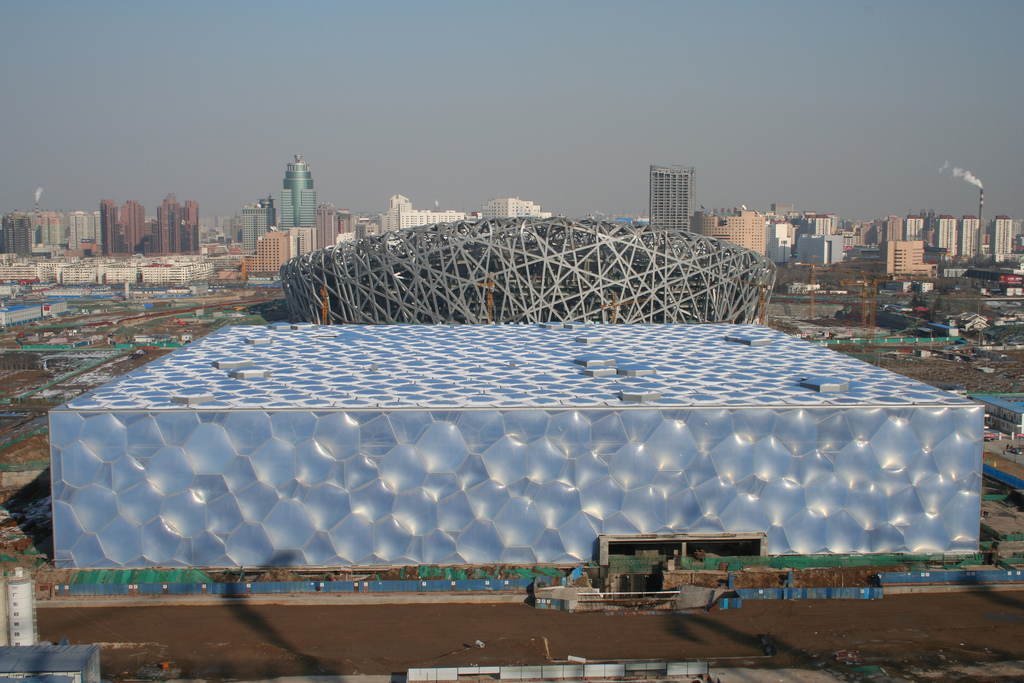
Austragungsort war das Nationale Schwimmzentrum in Peking

Der Weltcup im Wasserspringen 2008 war eine von der FINA veranstaltete Wettkampfserie im Wasserspringen, die vom 19. bis 24. Februar 2008 in Peking stattfand. Austragungsort war das Nationale Schwimmzentrum. Insgesamt wurden acht Wettbewerbe ausgetragen, jeweils ein Einzel- und Synchronspringen vom 3-Meter-Brett und vom 10-Meter-Turm bei Frauen und Männern.
Der Weltcup war zudem wichtigster Qualifikationswettbewerb für die Olympischen Spiele 2008 und diente zudem als vorolympischer Testwettbewerb. In den Einzeldisziplinen erhielten die 18 Halbfinalisten, in den Synchrondisziplinen die vier besten Synchronpaare einen Quotenplatz, soweit sie diesen nicht bereits bei den Weltmeisterschaften 2007 gewannen.
Die Wettkämpfe wurden abermals von den chinesischen Athleten dominiert, die sieben der acht möglichen Titel gewannen. Überraschend siegte Sascha Klein im Turmspringen der Männer. Insgesamt konnten Athleten aus acht Ländern Medaillen gewinnen.

## Zeitplan
Der Zeitplan des Weltcups war wie folgt gestaltet.
Dienstag, 19. Februar 2008
- Vorkampf und Finale 3 Meter Synchronspringen Männer
- Vorkampf 10 Meter Turmspringen Frauen

Mittwoch, 20. Februar 2008
- Halbfinale und Finale 10 Meter Turmspringen Frauen
- Vorkampf 3 Meter Kunstspringen Männer

Donnerstag, 21. Februar 2008
- Halbfinale und Finale 3 Meter Kunstspringen Männer
- Vorkampf und Finale 10 Meter Synchronspringen Frauen

Freitag, 22. Februar 2008
- Vorkampf und Finale 10 Meter Synchronspringen Männer
- Vorkampf 3 Meter Kunstspringen Frauen

Samstag, 23. Februar 2008
- Halbfinale und Finale 3 Meter Kunstspringen Frauen
- Vorkampf 10 Meter Turmspringen Männer

Sonntag, 24. Februar 2008
- Halbfinale und Finale 10 Meter Turmspringen Männer
- Vorkampf und Finale 3 Meter Synchronspringen Frauen

## Teilnehmer
Es nahmen Wasserspringer aus 51 Ländern teil. Insgesamt waren 296 Athleten gemeldet.
| Teilnehmende Nationen                                                                             | Teilnehmende Nationen                                                                   | Teilnehmende Nationen                                        | Teilnehmende Nationen                                                         | Teilnehmende Nationen                                                       | Teilnehmende Nationen                                          | Teilnehmende Nationen     |
| ------------------------------------------------------------------------------------------------- | --------------------------------------------------------------------------------------- | ------------------------------------------------------------ | ----------------------------------------------------------------------------- | --------------------------------------------------------------------------- | -------------------------------------------------------------- | ------------------------- |
| Ägypten Armenien Aserbaidschan Australien Bermuda Brasilien Volksrepublik China Chinesisch Taipeh | Deutschland Ecuador Finnland Frankreich Georgien Griechenland Großbritannien HKG Indien | Iran Italien Japan Kanada Kasachstan Kolumbien Kroatien Kuba | Litauen Macau Malaysia Nordmazedonien Mexiko Neuseeland Niederlande Nordkorea | Norwegen Österreich Philippinen Polen Puerto Rico Rumänien Russland Schweiz | Schweden Serbien Spanien Südafrika Südkorea Ukraine Ungarn USA | Venezuela Vietnam Belarus |

## Ergebnisse

### Frauen

#### 3-Meter-Kunstspringen
| Platz | Land                | Athletin          | Punkte |
| ----- | ------------------- | ----------------- | ------ |
| 1     | Volksrepublik China | Wu Minxia         | 391,35 |
| 2     | Volksrepublik China | Guo Jingjing      | 387,75 |
| 3     | Australien          | Sharleen Stratton | 350,70 |
| 4     | USA                 | Christina Loukas  | 350,35 |
| 5     | Mexiko              | Laura Sánchez     | 345,85 |
| 6     | Kanada              | Blythe Hartley    | 345,75 |
| 7     | Australien          | Chantelle Newbery | 331,95 |
| 8     | Schweden            | Anna Lindberg     | 322,20 |
| 9     | Ukraine             | Olena Fedorowa    | 308,35 |
| 10    | Ungarn              | Nóra Barta        | 306,00 |
| 11    | Kanada              | Jennifer Abel     | 292,85 |
| 12    | USA                 | Kelci Bryant      | 289,85 |

Vorkampf am 22. Februar 2012, Halbfinale und Finale am 23. Februar 2012.

#### 10-Meter-Turmspringen
| Platz | Land                | Athletin            | Punkte |
| ----- | ------------------- | ------------------- | ------ |
| 1     | Volksrepublik China | Chen Ruolin         | 449,35 |
| 2     | Volksrepublik China | Wang Xin            | 405,00 |
| 3     | Mexiko              | Paola Espinosa      | 396,35 |
| 4     | Kanada              | Émilie Heymans      | 384,50 |
| 5     | Australien          | Loudy Wiggins       | 367,35 |
| 6     | Japan               | Mai Nakagawa        | 342,80 |
| 7     | Mexiko              | Tatiana Ortiz       | 342,80 |
| 8     | USA                 | Haley Ishimatsu     | 321,15 |
| 9     | Großbritannien      | Stacie Powell       | 319,75 |
| 10    | Ukraine             | Julija Prokoptschuk | 316,35 |
| 11    | Australien          | Melissa Wu          | 310,70 |
| 12    | USA                 | Laura Wilkinson     | 306,00 |

Vorkampf am 19. Februar 2012, Halbfinale und Finale am 20. Februar 2012.

#### 3-Meter-Synchronspringen
| Platz | Land                | Athletinnen                              | Punkte |
| ----- | ------------------- | ---------------------------------------- | ------ |
| 1     | Volksrepublik China | Wu Minxia Guo Jingjing                   | 362,10 |
| 2     | Russland            | Anastassija Posdnjakowa Julija Pachalina | 329,61 |
| 3     | USA                 | Kelci Bryant Ariel Rittenhouse           | 322,50 |
| 4     | Ukraine             | Olena Fedorowa Alewtina Korolyowa        | 314,28 |
| 5     | Italien             | Francesca Dallapé Noemi Bátki            | 312,60 |
| 6     | Großbritannien      | Hayley Sage Tandi Gerrard                | 308,79 |
| 7     | Mexiko              | Paola Espinosa Laura Sánchez             | 308,10 |
| 8     | Australien          | Briony Cole Sharleen Stratton            | 308,04 |
| 9     | Deutschland         | Katja Dieckow Nora Subschinski           | 298,80 |
| 10    | Kanada              | Blythe Hartley Melanie Rinaldi           | 293,10 |
| 11    | Schweden            | Anna Lindberg Martina Andrén             | 283,20 |
| 12    | Malaysia            | Mun Yee Leong Elizabeth Jimie            | 280,80 |

Vorkampf und Finale am 24. Februar 2012.

#### 10-Meter-Synchronspringen
| Platz | Land                | Athletinnen                           | Punkte |
| ----- | ------------------- | ------------------------------------- | ------ |
| 1     | Volksrepublik China | Wang Xin Chen Ruolin                  | 375,66 |
| 2     | Kanada              | Marie-Ève Marleau Émilie Heymans      | 340,05 |
| 3     | Australien          | Melissa Wu Briony Cole                | 334,80 |
| 4     | Deutschland         | Nora Subschinski Annett Gamm          | 324,87 |
| 5     | Mexiko              | Paola Espinosa Tatiana Ortiz          | 321,48 |
| 6     | Nordkorea           | Choe Kum-hui Hong In-sun              | 315,54 |
| 7     | Großbritannien      | Monique McCarroll Sarah Barrow        | 313,02 |
| 8     | USA                 | Haley Ishimatsu Mary Beth Dunnichay   | 309,06 |
| 9     | Ukraine             | Alina Tschaplenko Julija Prokoptschuk | 305,22 |
| 9     | Italien             | Noemi Bátki Tania Cagnotto            | 305,22 |
| 11    | Japan               | Mai Nakagawa Misako Yamashita         | 304,86 |
| 12    | Russland            | Julija Koltunowa Natalja Gontscharowa | 298,38 |

Vorkampf und Finale am 21. Februar 2012.

### Männer

#### 3-Meter-Kunstspringen
| Platz | Land                | Athletin            | Punkte |
| ----- | ------------------- | ------------------- | ------ |
| 1     | Volksrepublik China | He Chong            | 530,30 |
| 2     | Volksrepublik China | Qin Kai             | 515,30 |
| 3     | Mexiko              | Yahel Castillo      | 515,00 |
| 4     | USA                 | Troy Dumais         | 500,85 |
| 5     | Kanada              | Alexandre Despatie  | 496,10 |
| 6     | Deutschland         | Pavlo Rozenberg     | 481,05 |
| 7     | Ukraine             | Illja Kwascha       | 480,55 |
| 8     | USA                 | Christopher Colwill | 463,85 |
| 9     | Japan               | Ken Terauchi        | 458,70 |
| 10    | Deutschland         | Andreas Wels        | 454,95 |
| 11    | Kuba                | Jorge Betancourt    | 452,50 |
| 12    | Kolumbien           | Juan Urán           | 446,70 |

Vorkampf am 20. Februar 2012, Halbfinale und Finale am 21. Februar 2012.

#### 10-Meter-Turmspringen
| Platz | Land                | Athletin            | Punkte |
| ----- | ------------------- | ------------------- | ------ |
| 1     | Deutschland         | Sascha Klein        | 566,85 |
| 2     | Volksrepublik China | Zhou Lüxin          | 543,30 |
| 3     | USA                 | David Boudia        | 526,65 |
| 4     | Volksrepublik China | Lin Yue             | 521,05 |
| 5     | Australien          | Matthew Mitcham     | 510,35 |
| 6     | Kolumbien           | Juan Urán           | 490,00 |
| 7     | Großbritannien      | Tom Daley           | 480,40 |
| 8     | Großbritannien      | Peter Waterfield    | 465,30 |
| 9     | Ukraine             | Anton Sacharow      | 454,80 |
| 10    | Ukraine             | Kostjantyn Miljajew | 453,50 |
| 11    | Kuba                | José Antonio Guerra | 400,25 |
| 12    | Kuba                | Jeinkler Aguirre    | 394,15 |

Vorkampf am 23. Februar 2012, Halbfinale und Finale am 24. Februar 2012.

#### 3-Meter-Synchronspringen
| Platz | Land                | Athletinnen                         | Punkte |
| ----- | ------------------- | ----------------------------------- | ------ |
| 1     | Volksrepublik China | Wang Feng Qin Kai                   | 462,12 |
| 2     | Russland            | Juri Kunakow Dmitri Sautin          | 418,65 |
| 3     | Kanada              | Alexandre Despatie Arturo Miranda   | 416,94 |
| 4     | Großbritannien      | Ben Swain Nick Robinson-Baker       | 414,87 |
| 5     | Ukraine             | Dmytro Lysenko Anton Sacharow       | 407,40 |
| 6     | USA                 | Jevon Tarantino Christopher Colwill | 404,64 |
| 7     | Australien          | Robert Newbery Scott Robertson      | 404,58 |
| 8     | Deutschland         | Andreas Wels Tobias Schellenberg    | 400,59 |
| 9     | Kuba                | Jorge Betancourt Erick Fornaris     | 392,91 |
| 10    | Malaysia            | Yeoh Ken Nee Roslan Rossharisham    | 390,15 |
| 11    | Italien             | Tommaso Marconi Nicola Marconi      | 388,05 |
| 12    | Mexiko              | Yahel Castillo Luís Huerta          | 374,91 |

Vorkampf und Finale am 19. Februar 2012.

#### 10-Meter-Synchronspringen
| Platz | Land                | Athletinnen                                | Punkte |
| ----- | ------------------- | ------------------------------------------ | ------ |
| 1     | Volksrepublik China | Lin Yue Huo Liang                          | 482,46 |
| 2     | Deutschland         | Sascha Klein Patrick Hausding              | 466,74 |
| 3     | Großbritannien      | Tom Daley Blake Aldridge                   | 446,07 |
| 4     | Russland            | Konstantin Khanbekow Oleg Wikulow          | 441,90 |
| 5     | Australien          | Mathew Helm Robert Newbery                 | 432,96 |
| 6     | USA                 | David Boudia Thomas Finchum                | 430,62 |
| 7     | Kolumbien           | Víctor Ortega Juan Urán                    | 419,70 |
| 8     | Belarus             | Wadim Kaptur Alexander Warlamow            | 418,92 |
| 9     | Kuba                | José Antonio Guerra Erick Fornaris         | 397,92 |
| 10    | Mexiko              | Rommel Pacheco Omar Ojeda                  | 393,06 |
| 11    | Italien             | Michele Benedetti Francesco Dell’Uomo      | 390,24 |
| 12    | Ukraine             | Oleksandr Horschkowosow Dmytro Meschenskyj | 373,14 |

Vorkampf und Finale am 22. Februar 2012.

## Medaillenspiegel
| Platz  | Land                | Gold | Silber | Bronze | Gesamt |
| ------ | ------------------- | ---- | ------ | ------ | ------ |
| 1      | Volksrepublik China | 7    | 4      | –      | 11     |
| 2      | Deutschland         | 1    | 1      | –      | 2      |
| 3      | Russland            | –    | 2      | –      | 2      |
| 4      | Kanada              | –    | 1      | 1      | 2      |
| 5      | Australien          | –    | –      | 2      | 2      |
|        | Mexiko              | –    | –      | 2      | 2      |
|        | USA                 | –    | –      | 2      | 2      |
| 8      | Großbritannien      | –    | –      | 1      | 1      |
| Gesamt | Gesamt              | 8    | 8      | 8      | 24     |